# Coniopteryx (Xeroconiopteryx) mucrogonarcuata
Coniopteryx (Xeroconiopteryx) mucrogonarcuata is een insect uit de familie van de dwerggaasvliegen (Coniopterygidae), die tot de orde netvleugeligen (Neuroptera) behoort. 
Coniopteryx (Xeroconiopteryx) mucrogonarcuata is voor het eerst wetenschappelijk beschreven door Martin Meinander in 1979.